# Capitan Marvel Jr.
Capitan Marvel Jr., il cui vero nome è Freddy Freeman, è un personaggio dei fumetti creato da Ed Herron e Mac Raboy. Inizialmente pubblicato dalla Fawcett Comics, i diritti sul personaggio vennero in seguito acquistati dalla DC Comics. La sua prima apparizione risale a Whiz Comics n. 25 (dicembre 1941).
Membro della Famiglia Marvel, il suo alter ego Freddy Freeman è un edicolante zoppo salvato da Capitan Marvel dal malvagio Capitan Nazi. I suoi poteri derivano direttamente da Capitan Marvel, mentre gli altri Marvel prendono i loro poteri dal Mago Shazam. Pronunciando il nome di Capitan Marvel, Freddy si trasforma in Capitan Marvel Jr.
Come per la versione moderna di Mary Marvel e diversamente da Capitan Marvel, Junior rimane un teenager anche quando si trasforma nel supereroe.
Nella maxi-serie della DC The Trials Of Shazam! (2006-2008), Freddy Freeman ha dovuto sottoporsi a sei prove per dimostrare di essere in grado di succedere a Capitan Marvel. Una volta completate le prove, Freddy assunse il nome di Shazam.

## Storia editoriale
La prima apparizione di Capitan Marvel Jr. è su Whiz Comics n. 25 (dicembre 1941). Il mese successivo entrambi i Capitani compaiono su Master Comics n. 22 in un team-up con Bulletman e combattono contro il campione super-potenziato di Adolf Hitler, Capitan Nazi. Il successo di Capitan Marvel Jr. è così repentino che diventa il protagonista della storia principale della serie Master Comics fino ad allora dedicata a Bulletman.

## Biografia del personaggio

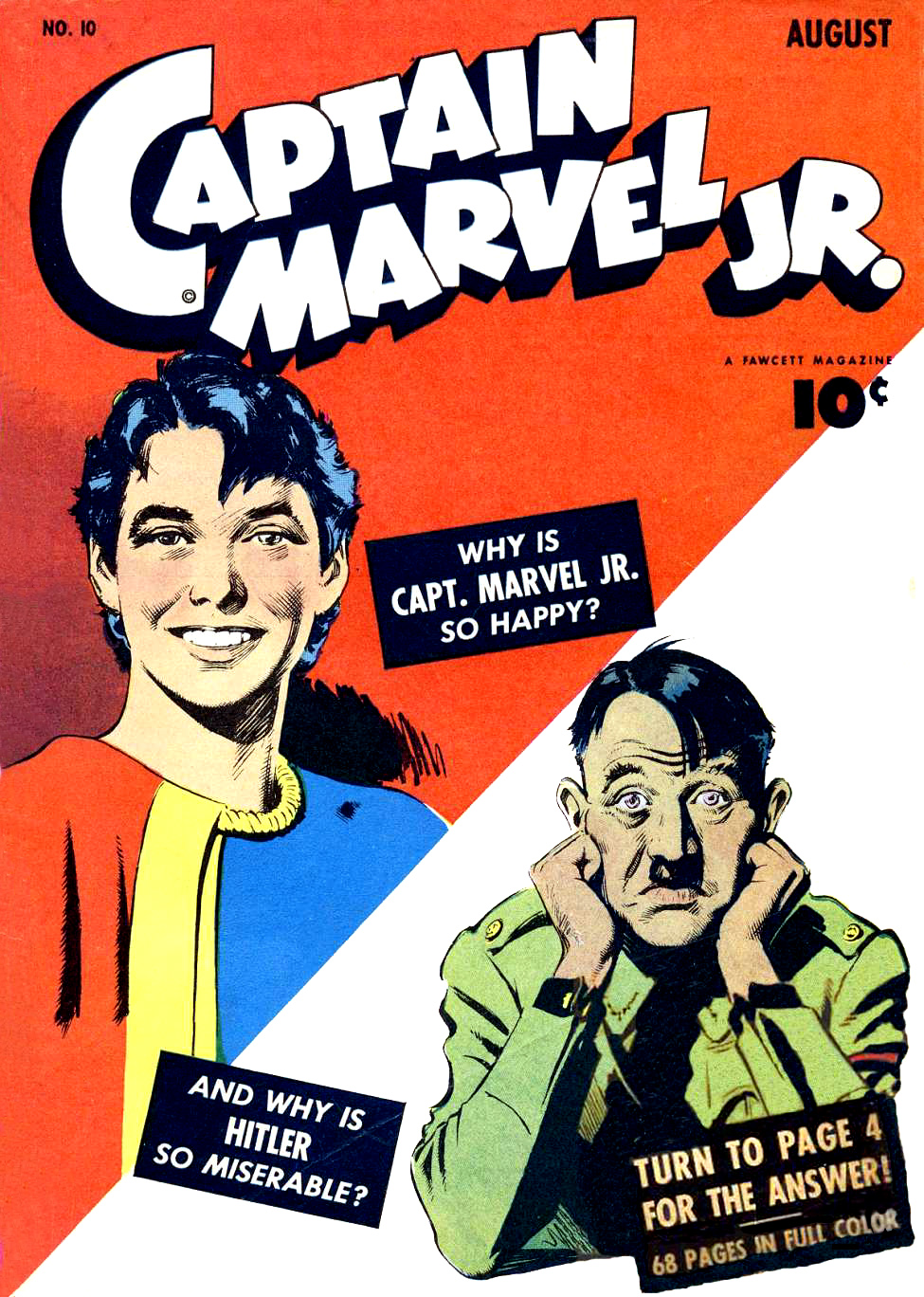

Durante una battaglia con Capitan Nazi in Whiz Comics n. 25, uno dei pugni di Capitan Marvel mandò il nemico a carenarsi in un lago. Un uomo anziano e suo nipote stavano pescando sul lago vicino dove Capitan Nazi atterrò, e non conoscendolo, tirarono l'uomo svenuto fuori dall'acqua impedendogli di annegare.
Ripresosi, Capitan Nazi buttò il vecchio pescatore nell'acqua e spinse il ragazzo nel lago con un remo. Il vecchio uomo morì immediatamente, ma Capitan Marvel riuscì a salvare il ragazzo, di nome Freddy Freeman, e lo portò all'ospedale.
Capitan Marvel, nei panni del suo alter ego, Billy Batson, apprende da un'infermiera che Freddy avrebbe potuto non superare la notte. Questo condusse Billy a prendere Freddy e portarlo al cospetto del Mago Shazam, che originariamente diede a Capitan Marvel i suoi poteri.
Billy chiese al mago di guarire Freddy e salvargli così la vita, ma Shazam non poté farlo: disse invece che lui, come Capitan Marvel, poteva salvarlo passandogli una parte dei suoi poteri così che Freddy potesse camminare di nuovo. Shazam sparì, e Billy si trasformò in Capitan Marvel, poco prima che Freddy si svegliasse.
Guardando in su, Freddy esclamò «Accidenti... Capitan Marvel!», e istantaneamente si trasformò in una versione potenziata di sé stesso. Freddy, ora chiamato Capitan Marvel Jr., somigliava a una versione più giovane di Capitan Marvel, sebbene avesse un costume giallo e blu e un mantello rosso, invece del rosso e oro con un mantello bianco di Capitan Marvel. Quando Freddy si trova ad essere Capitan Marvel evita di pronunciare tale nome perché tornerebbe ad essere un normale essere umano. Per questo da supereroe si riferisce talvolta a se stesso come CM3.

### The Trial of Shazam
Durante Crisi infinita, la roccia dell'Eternità fu distrutta dallo Spettro, che provocò la sparizione dei poteri in Capitan Marvel Jr. e Mary Marvel.
Capitan Marvel si trasforma in Lord Marvel, e che assume il vecchio posto del Mago Shazam come custode della Roccia dell'Eternità, e il suo costume, un tempo rosso, diventa bianco candido.
Marvel propone a Freddy Freeman di sottoporsi ad un tentativo di dimostrarsi degno di sostituirlo nel ruolo di Capitan Marvel. Ognuna delle sei divinità che hanno contribuito coi loro poteri - Salomone, Ercole, Atlante, Zeus, Achille e Mercurio - metteranno alla prova Freddy, in un processo simile alle dodici fatiche di Ercole, che Freddy dovrà completare con successo in modo che gli venga concesso il potere di quel particolare dio; se egli compirà con successo tutti e sei i compiti, assumerà il nome di Shazam.
Zareb Babak, un negromante retrocesso, farà da guida a Freddy durante le sue prove. Allo stesso tempo, tuttavia l'organizzazione criminale conosciuto come il Consiglio di Merlino propongono un proprio candidato, una maga creola di nome Sabina. Se vincerà le prove, allora il potere di Shazam sarà perso per la Famiglia Marvel e lei ne avrà il controllo. Freddy e Sabina finiscono per competere testa a testa per molte delle prove.
Freddy supera le prove di Salomone e Achille, guadagnando saggezza e invulnerabilità, ma ottiene solo la metà della forza di Ercole, dopo che Sabina ruba ciò che è possibile da lui. Sabina uccide più tardi Atlante e ruba il suo potere di resistenza, lasciando Freddy a sopportare il suo onere, benché venga poi sostituito da Billy Batson alias Marvel.
Apollo è il candidato ideale per sostituire Atlante nel pantheon dei poteri di Shazam, ma decide di dividere egualmente la sua capacità di guarigione tra i due concorrenti, a seguito di una battaglia contro Freddy.
Sabina uccide centinaia di Elfi per trovare il dio Mercurio, riuscendo poi a rubare i poteri di Mercurio lasciandolo ferito, mettendosi infine in parità con Freddy. Con l'aiuto di Marvel e della Justice League, Freddy combatte Sabina e i demoni di Merlino per il diritto di evocare Zeus e di ottenere il suo potere, che riuscirà ad ottenere solo se si impadronirà di un milione di anime.
Dopo aver dimostrato di essere disposto a sacrificare la propria vita per impedire a Sabina di ottenere tutti i poteri di Shazam, Zareb rivela a Freddy che egli stesso è Zeus travestito, e concede al ragazzo i pieni poteri di Shazam.
Sabina è gettata attraverso un portale, apparentemente sconfitta, e la sua legione di demoni cacciati, e Freddy diventa Shazam per la prima volta. Come Shazam, Freddy indossa il costume che fu di Capitan Marvel, con i colori giallo-rosso e capelli più lunghi. Ora Freddy può dire «Shazam» per trasformarsi, anche se può pronunciare tale parola senza trasformarsi e se lo desidera può trasformarsi solo con la forza di volontà.

## Nei film
Freddy Freeman appare nei film del DC Extended Universe Shazam! (2019) e Shazam! Furia degli dei (2023), interpretato da Jack Dylan Grazer e Adam Brody.

## Differenze da Capitan Marvel (Billy Batson)

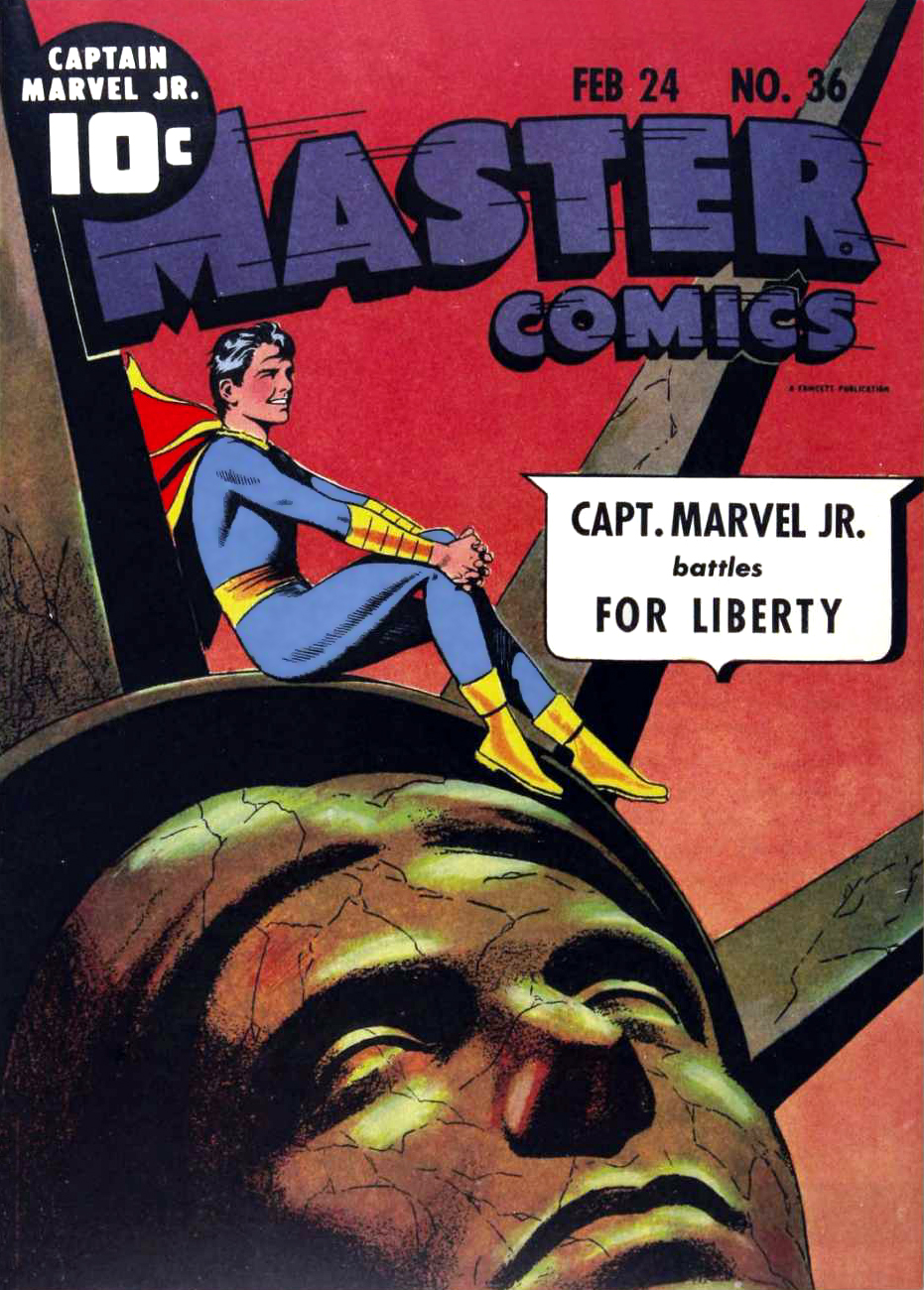

I superpoteri dei due personaggi hanno origini magiche legata al Mago Shazam. I costumi e la trasformazione sono simili anche se con qualche differenza: Billy Batson grida il nome «Shazam!» e si trasforma in un supereroe adulto mentre Freddy pronuncia il nome «Capitan Marvel» restando un adolescente. Quindi nel caso di Capitan Marvel Junior non avviene un cambio di età biologica durante la trasformazione.
Quando la Fawcett Comics decide di dedicare una serie regolare a Capitan Marvel Junior, non vuole semplicemente creare delle storie basate su una versione adolescenziale del suo personaggio più famoso. Grazie all'artista Mac Raboy si tenta un approccio diverso al personaggio. Lo stile di questo disegnatore è molto realistico e si trova agli antipodi rispetto al tratto grottesco e quasi caricaturale di C.C.Beck, creatore e disegnatore di Capitan Marvel sulla serie Whiz Comics.
Con data novembre 1942 viene lanciata la serie regolare Captain Marvel Jr. incentrata sulle avventure del nuovo Capitano. Il modo di raccontare e disegnare le storie comincia a differire da quello utilizzato sugli altri albi della Fawcett Comics. I disegni di Mac Raboy contribuiscono a dare un'impostazione più realistica sia alle storie che alle fattezze dei personaggi.

## Elvis Presley
Il musicista Elvis Presley era un grande fan di Capitan Marvel Jr. e il suo taglio di capelli si rifece a quello del personaggio. In più, alcuni dei vestiti di scena di Elvis (con un mezzo mantello, simile a quello dei componenti della Famiglia Marvel), e il suo logo TBC (con un fulmine Marvel-lesco), erano ispirati da Capitan Marvel Jr. La collezione dei fumetti di Capitan Marvel Jr. raccolta da Elvis nella sua infanzia, si trova ancora nell'attico di Graceland. In risposta all'ammirazione di Elvis per il personaggio, Capitan Marvel Jr. fu mostrato sempre come un grande fan di Elvis Presley.
Con riferimento alle somiglianze tra Freddy e Elvis, Freccia Verde I (Oliver Queen) si rivolge a Capitan Marvel Jr. con il soprannome Elvis Junior.

## Altre versioni
- In Kingdom Come, di Alex Ross e Mark Waid, Capitan Marvel Jr. è diventato adulto. Si chiama King Marvel, in onore al cantante Elvis Presley del quale riprende anche la foggia del caratteristico vestiario, indossando un costume che ricorda un vestito di scena del cantante negli ultimi anni, pur utilizzando i colori blu e giallo propri del costume del supereroe. In questa storia è lo sposo di Mary Marvel, con la quale ha avuto un figlio che si unisce a loro nella Justice League of America, con il nome di battaglia di Whiz[4].
- Capitan Marvel Jr. compare come super criminale di Terra 3 nel film animato Justice League: La crisi dei due mondi (Justice League: Crisis on Two Earths). Nel film animato è chiamato Capitan Super Jr. e fa parte degli Uomini d'Onore al soldo di Superwoman. Il suo costume, qui, somiglia a quello di Black Adam, ma gli mancano il mantello, il simbolo del fulmine sul petto e la cintura.